# ألفريد لوكاس
ألفريد لوكاس (27 أغسطس 1867- 9 ديسمبر 1945) كان عالم كيمياء تحليلية وعالم آثار إنجليزي. اشتهر بعمله مع هوارد كارتر في مقبرة توت عنخ آمون، حيث حلل وحفظ العديد من القطع المكتشفة، وكان رائدًا في مجالي الحفاظ على القطع الأثرية وعلوم الطب الشرعي.

## حياته

### النشأة
ولد لوكاس في تشورلتون أون ميدلوك "Chorlton-on-Medlock" في مانشستربإنجلترا، لمندوب المبيعات جوشوا بيتر لوكاس وسارة (قبل الزواج توماس). درس الكيمياء في لندن في المدرسة الملكية للمناجم "Royal School of Mines" والكلية الملكية للعلوم "Royal College of Science"، قبل أن يعمل لمدة ثماني سنوات ككيميائي مساعد في المختبر الحكومي بلندن.

### عمله في مصر
بعد إصابته بالسل عام 1897، ارتحل لوكاس لمصر في العام التالي وهناك تعافى تمامًا من المرض. عمل ككيميائي في القطاع المدني من الحكومة المصرية، واستمر يعمل في مصر لبقية حياته المهنية. بعد أن بدأ في قسم الملح، تنقل في العديد من وظائف المعامل الكيميائية، منها قسم المسح الجيولوجي الذي عرفه على الآثار المصرية القديمة  كرئيس الكيميائيين في قسم المساحة ثم كمدير ورئيس الكيميائيين في معامل التحليل الحكومية. كان قد نوى التقاعد في عام 1923 للتفرغ للآثار، ومع ذلك فقد قبل منصب استشاري كيميائي في مصلحة الآثار، ثم بعد ذلك كمستشار كيميائي شرفي، والذي ظل به حتى وفاته عام 1945.
تولى لوكاس أيضًا الكثير من أعمال الطب الشرعي، حيث طور خبرة كبيرة كخبير في المقذوفات وخط اليد. غالبًا ما كان يستعان به كخبير في المحاكم، وعمل أيضًا كخبير طب شرعي في المحاكم العسكرية البريطانية في مسائل الطب الشرعي خلال الحربين العالميتين. لقيت كتاباته في علوم الطب الشرعي استحسانًا واعتبرت رائدة، حيث أشارت الجريدة الإنجليزية إيجيبشن جازيت إليه على أنه «شيرلوك هولمز المصري».

### قبر توت عنخ آمون
خلال الفترة التي قضاها في مصر، اكتسب لوكاس خبرة في تحليل وحفظ الآثار المستخرجة من المواقع. وعندما اكتشف هوارد كارتر مقبرة توت عنخ آمون في نوفمبر 1922 وكانت محتوياتها سليمة لحد كبير، وافقت السلطات المصرية على إعارة لوكاس للمساهمة في أعمال التنقيب. بدأ عمله في ديسمبر 1922، وكان ضمن فريق صغير من علماء الآثار والخبراء المخضرمين بقيادة كارتر ومن ضمنهم آرثر ميس "Arthur Mace" وآرثر كالندر "Arthur Callender" والمصور هاري بيرتون. لعب لوكاس دورًا رئيسيًا في هذا الفريق، حيث كان مسؤولاً عن حفظ وترميم وتجهيز شحن آلاف القطع المستخرجة، وبعضها في حالة هشة للغاية. لتسهيل مهمته، أُنشِئ معمل مؤقت في مقبرة سيتي الثاني المجاورة،  وساعده آرثر ميس في تقييم وتنظيف - وإذا لزم الأمر - إصلاح القطع لضمان نقلها بأمان إلى متحف القاهرة.

نُشر وصف لوكاس لعملية الحفظ في العديد من الصحف، ومنها مقال عام 1923 في صحيفة التايمز، فيه وصف صعوبات حفظ القطع المستخرجة من المقبرة:
العديد من القطع كانت في حالة تستوجب تنظيفها وترميمها واصلاحها قبل تصويرها أو تسجيلها أو تخزينها أو نقلها للقاهرة. أي خطأ في معالجتهم قد يخربهم. ... أول شيء يجب فعله هو إزالة الغبار السطحي، وذلك عادة عن طريق منفاخ صغير أو فرشاة دقيقة بشعيرات فنان صغيرة وناعمة وجافة. لا يمكن استخدام منفضة الغبار، لأنها قد تسحب أي جزئيات ذهبية وتتسبب في أضرار.

 ... يجب تحليل طبيعة وخصائص كل هذه المواد. ... ما أفضل مادة لصق للذهب السائب أو البطانة الفضفاضة، حيث أن المواد التي استخدمها قدماء المصريين في مناخ صعيد مصر الجاف ليست بالضرورة ملائمة لمناخ المتاحف الرطب؟

 أُجريَ القليل من العمل الكيميائي على العديد من المشكلات التي تمت مواجهتها، ونتاج الأعمال الضئيلة هذه مبعثر في المجلات العلمية بشكل يصعب تتبعه.
كان العمل في المقبرة خلال فصل الشتاء نظرًا لدرجة الحرارة العالية، وبقية الوقت قضاه لوكاس في القاهرة لإجراء التحليل الكيميائي وإعداد القطع للعرض. أثبت لوكاس التزامه الجدي بالعمل ن كثب مع كارتر، حيث قضى في معمله تسعة مواسم حتى عام 1930 في الموقع. 

### السنوات اللاحقة وانجازاته
بعد مشاركته في مقبرة توت عنخ آمون، اشترك لوكاس في عدد من أعمال التنقيب الأخرى، من ضمنها عضويته في لجنة لبحث ترميم مقابر طيبة 
أثناء الحرب العالمية الثانية ساعد في حماية القطع الموجودة في المتحف المصري، وألقى محاضرات ونشر كتيبات إرشادية للقوات البريطانية في مصر. توفي بمستشفى الأقصر في 9 ديسمبر 1945 عن عمر يناهز 78 عامًا أثناء زيارة للأقصر، وذلك بعد أن أصيب بنوبة قلبية. ولأنه لم يتزوج، فقد آل الجزء الأكبر من ثروته لأخيه وأخته وأطفالهما.
نشر لوكاس العديد من الكتب والأوراق والمقالات حول نتائج أبحاثه، بما في ذلك الموضوعات المتعلقة بمصر في زمنه وطرق الحفاظ على قطع الآثار المصرية القديمة، مستمدا من خبرته في مقبرة توت عنخ آمون. أثرت كتبه عن حفظ القطع الأثرية وكيمياء الطب الشرعي وساعدت في تطوير هذه المجالات كمهن، وبعضها ظل مطبوعًا بعد وفاته لسنوات عديدة.
حاز لوكاس على العدد من الأوسمة لخدمته مع الحكومة المصرية، بما في ذلك النيشان العثماني من الدرجة الرابعة عام 1906، ورسم ضابطًا على رتبة الإمبراطورية البريطانية عام 1920 وحصل على قلإدة النيل العظمى من الدرجة الثالثة عام 1921.